# Sciastes hastatus
Sciastes hastatus là một loài nhện trong họ Linyphiidae.
Loài này thuộc chi Sciastes. Sciastes hastatus được Alfred Frank Millidge miêu tả năm 1984.